# Henryk Niedźwiecki

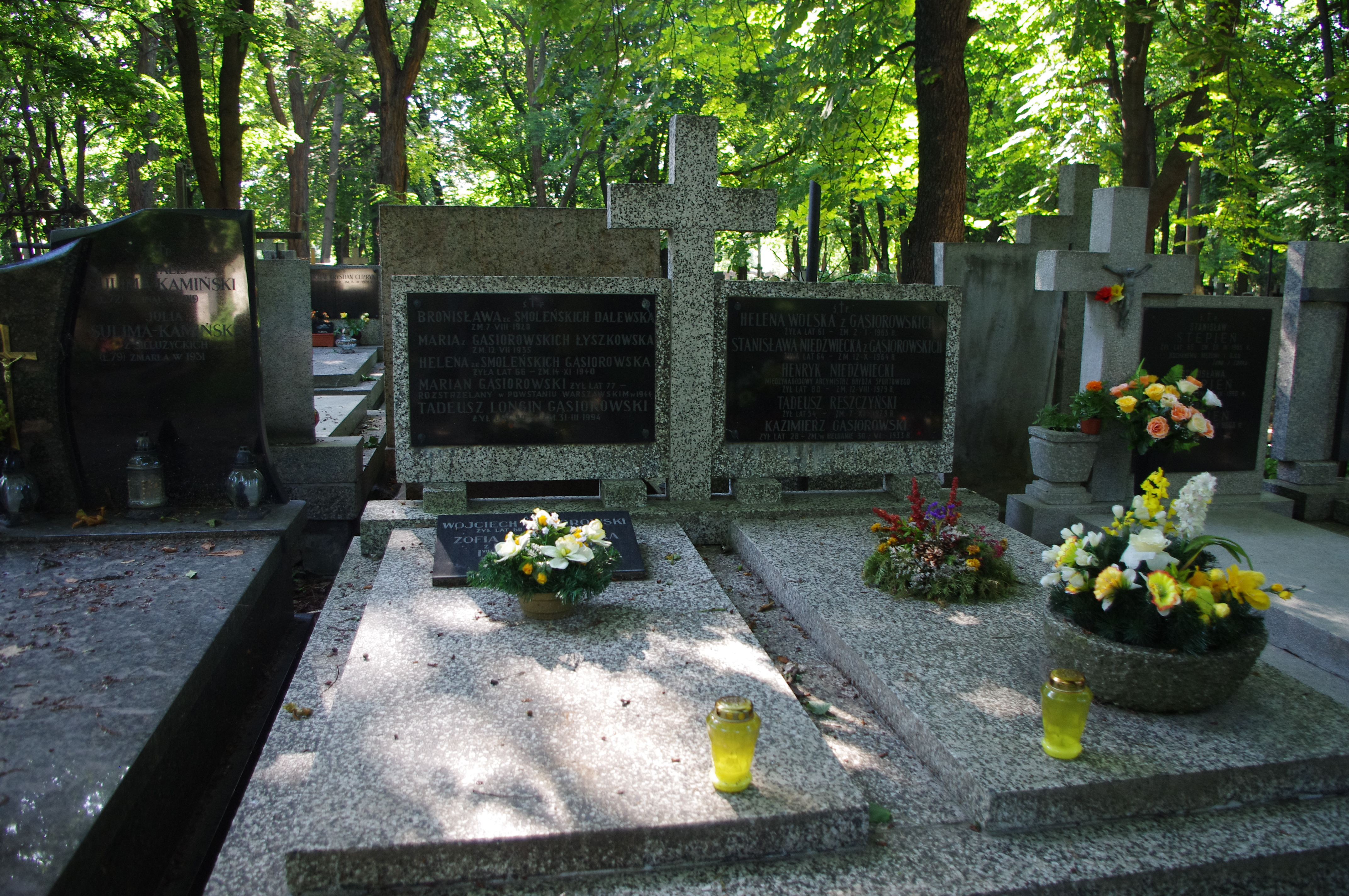
Grób brydżysty Henryka Niedźwieckiego na Starych Powązkach w Warszawie

Henryk Niedźwiecki (ur. 1899, zm. 1979) – polski brydżysta, autor i dziennikarz brydżowy, współzałożyciel Polskiego Związku Brydża Sportowego, współzałożyciel i redaktor miesięcznika "Brydż". Współautor książki "Wszyscy gramy w brydża". Jeden z twórców systemu licytacyjnego Wspólny Język. Pochowany na cmentarzu Powązkowskim (kwatera 327-1-9/10).

## Osiągnięcia sportowe
- reprezentant Polski w brydżu sportowym
- tytuł brydżowego arcymistrza międzynarodowego
- 9-krotny tytuł mistrza Polski

## Odznaczenia
- Złoty Krzyż Zasługi
- Odznaka Zasłużony Działacz Kultury Fizycznej
- Odznaka Zasłużony Mistrz Sportu

## Publikacje
- Henryk Niedźwiecki, Aleksander Rożecki, Lesław Stadnicki: Wszyscy gramy w brydża. Krajowa Agencja Wydawnicza, 1997. (pol.). Brak numerów stron w książce